# Thief Simulator
Thief Simulator  è videogioco di simulazione stealth sviluppato dalla casa sviluppatrice polacca Noble Muffins, pubblicato per Microsoft Windows il 9 novembre 2018, per Nintendo Switch il 16 maggio 2019, per PlayStation 4 il 12 agosto 2020 e per il visore per realtà virtuale Quest 2 l'8 luglio 2022.

## Trama

Screenshot di un gameplay dove il giocatore esplora una casa da derubare

Il giocatore assume il controllo di un ladro sconosciuto, che lavora per la famiglia criminale dei Lombardi dopo che questi ultimi hanno pagato la sua cauzione in prigione, guidato da un altro criminale, Vinny, per compiere i reati. Alla fine della storia del gioco, Vinny tenta di uccidere il giocatore tramite un pacco bomba spedito a casa sua, ma fallisce. Dopo aver trovato un nuovo rifugio, il giocatore attraversa nuovi quartieri e nuove case per trovare prove della colpevolezza dei Lombardi e per trovare esplosivi. Dopo aver raccolto il materiale necessario, il giocatore mette la bomba nella casa dei Lombardi e la fa detonare. Vinny e i componenti della famiglia muoiono in questa esplosione, portando a compimento la vendetta del protagonista.

## Accoglienza
| Testata            | Versione | Giudizio |
| ------------------ | -------- | -------- |
| Gamereactor        | PC       | 6/10     |
| Screen Rant        | PC       | 3/5      |
| Common Sense Gamer | PC       | 9.5/10   |

Thief Simulator ha ottenuto pareri generalmente favorevoli dalla critica, arrivando in cima alla lista dei giochi più venduti di Steam nel fine settimana di apertura. Secondo Game Rant si tratta del quinto migliore gioco di simulazione con esplorazione in prima persona, davanti a My Summer Car e Medieval Dynasty (in cima alla graduatoria vi è Satisfactory).